# Comitato albanese di Giannina
Il Comitato albanese di Giannina (in albanese Komiteti Shqiptar i Janinës) era un'organizzazione albanese del XIX secolo con l'obiettivo di difendere i diritti degli albanesi.
Il Comitato albanese di Giannina fu formato nel maggio 1877 a Giannina, allora città dell'Impero ottomano nel Vilayet di Giannina, da importanti personalità albanesi musulmane del vilayet e da figure centrali del Risveglio nazionale albanese come Abdyl Frashëri di Përmet, Abedin Dino di Preveza, Mehmet Ali Vrioni di Berat, Vesel Dino di Preveza e altri importanti membri della comunità albanese del vilayet.
Poiché non furono emesse decisioni politiche, documenti o un sigillo ufficiale, il gruppo non era un comitato organizzato che fungeva da organizzazione politica, ma un gruppo di albanesi toschi interessati al movimento nazionale albanese che avevano idee simili sul futuro degli albanesi.